# Py Point
Der Py Point (französisch Pointe Py, spanisch Punta Py) ist der südliche Ausläufer der Doumer-Insel im Palmer-Archipel westlich der Antarktischen Halbinsel. Die Landspitze markiert die nördliche Begrenzung der Einfahrt von der Bismarck-Straße in den Peltier-Kanal und gleichzeitig die südöstliche Begrenzung der Einfahrt zur South Bay.
Teilnehmer der Vierten Französischen Antarktisexpedition (1903–1905) unter der Leitung des Polarforschers Jean-Baptiste Charcot entdeckten sie. Charcot benannte sie nach Henry Constant Py (1843–unbekannt), dem damaligen Präsidenten der französischen Handelskammer in Buenos Aires. Das UK Antarctic Place-Names Committee übertrug diese Benennung 1949 ins Englische.